# Teminius monticola
Teminius monticola is een spinnensoort in de taxonomische indeling van de spoorspinnen (Miturgidae).
Het dier behoort tot het geslacht Teminius. De wetenschappelijke naam van de soort werd voor het eerst geldig gepubliceerd in 1948 door Elizabeth Bangs Bryant.